# 3589 Loyola
3589 Loyola је астероид главног астероидног појаса са средњом удаљеношћу од Сунца која износи 2,245 астрономских јединица (АЈ).
Апсолутна магнитуда астероида је 13,7.